# Crush fetish
Als crush fetish („Zerdrück-Fetisch“) wird eine Paraphilie bezeichnet, bei der eine Person Objekte, Lebensmittel oder manchmal auch kleine Tiere unter ihrem Fuß oder Schuhen zerquetscht und damit auf den Rezipienten sexuell erregend wirkt. Diese Vorliebe tritt häufig im Zusammenhang mit Fußfetischismus, Schuhfetischismus und Makrophilie auf.
Als sogenanntes „Animal Crushing“  wird in Medien eine Form der sexuell motivierten Tierquälerei („Zoosadismus“) bezeichnet, bei der Kleintiere durch Zerquetschen mit dem Fuß getötet werden. Filmaufnahmen solcher Misshandlungen werden gegen Bezahlung verbreitet.
Die Betroffenen sind in der Regel männlich.

## Unterteilung

### Soft Crushing
Die häufiger auftretende Form von Crush Videos fällt unter Soft Crushing. Hier werden Gegenstände oder Früchte zerquetscht – aber auch Wirbellose wie Insekten, Schnecken oder Würmer.

### Hard Crushing
Beim selteneren Hard Crushing sind Wirbeltiere die unfreiwilligen Protagonisten, die vor der Kamera zerdrückt werden. Wie bei der Aggressionsverschiebung dienen die zerquetschten Tiere jedoch lediglich als Ersatzobjekte. Die erotische Vorstellung besteht in der Regel darin, selbst zerdrückt oder zerquetscht zu werden. Diese Vorstellung weist Parallelen zu einer früher in asiatischen Ländern praktizierten Form der Todesstrafe auf, der sogenannten Exekution durch Elefanten, die öffentlich vollzogen wurde.
Human Crushing
Manche Menschen lassen sich selber von ihrem Partner crushen. Dabei steht der Partner oft auf Körperteilen des anderen. Dies hat Verbindungen zu Masochismus/Sadismus beziehungsweise der BDSM-Szene.
Zudem in Zusammenhang mit Makrophilie steht die Vorstellung des Zerdrückens kleiner Menschen. Da dies in der Realität nicht umsetzbar ist, wird diese Form durch Kunst oder Rollenspiele ausgedrückt. 

## Verbreitung
Über die Verbreitung des Phänomens gibt es keine belastbaren Zahlen, da die Anfertigung und Verbreitung von Animal Snuff in zahlreichen Ländern verboten ist.
Im Vereinigten Königreich ging man bereits 2002 von mindestens 2.000 erhältlichen Filmaufnahmen aus, in denen Tiere durch eine weibliche Protagonistin getötet wurden. Dabei gab es Aufnahmen mit Affen, Hunden, Katzen, Mäusen, Meerschweinchen und weiteren Tierarten, bis hin zu Fröschen und Insekten, wobei Kunden schon damals bereit waren rund 200 Euro pro Video zu zahlen. Ursprünglich entstanden die meisten dieser Videos in den Vereinigten Staaten, mittlerweile konzentriert sich die Produktion auf asiatische Länder (wie z. B. China), wo es kaum Tierschutzvorschriften gibt.

## Rechtliches
Deutschland
Nach § 17 Nummer 1 des Tierschutzgesetzes (TierSchG) wird mit Freiheitsstrafe bis zu drei Jahren oder mit Geldstrafe bestraft, wer ein Wirbeltier ohne vernünftigen Grund tötet. Das Zufügen von Schmerz, Leid oder Schaden ist ordnungswidrig nach § 18 Absatz 1 TierSchG und kann nach Absatz 4 mit einer Geldbuße bis zu fünfundzwanzigtausend Euro geahndet werden. Darüber hinaus wird auch die Verbreitung tierpornographischer Schriften nach § 184a des Strafgesetzbuches mit Freiheitsstrafe bis zu drei Jahren oder mit Geldstrafe bestraft.
Im Jahr 2022 kam es in Würzburg zu einem Prozess, nachdem eine Frau ein Video verbreitet hatte, auf dem Mäuse zertreten wurden. Es wurde eine Geldstrafe verhängt.
Vereinigtes Königreich
Gerichtliche Verurteilungen, in denen es um Animal Crushing ging, wurden bereits 2022 in Stoke-on-Trent, in den Midlands ausgesprochen.
Vereinigte Staaten
2010 verabschiedete der Kongress der Vereinigten Staaten ein Gesetz, das Filme von animal crushing verbietet.
Das Gesetz wurde in Reaktion auf den Prozess gegen Robert J. Stevens erlassen, der bereits 2004 für die Verbreitung von Aufnahmen, die unter anderem Animal Crushing und Hundekämpfe zeigten, angeklagt worden war (siehe auch engl. Eintrag United States v. Stevens).
Seit 2019 wird nicht nur die Erstellung, sondern auch die Verbreitung von Filmmaterial, welches animal crushing zeigt, in- und außerhalb des amerikanischen Staatsgebietes, strafrechtlich verfolgt.
China
In China gibt es bisher kein Gesetz, durch welchen Animal Crushing verboten oder reglementiert wird.